# Maklibè Kouloum
Maklibè Kouloum (né le 5 octobre 1987 au Togo) est un joueur de football international togolais, qui évolue au poste de défenseur.
Il évolue avec le club du Dynamic Togolais.

## Biographie

### Carrière en sélection
Il reçoit sa première sélection en équipe du Togo le 27 mai 2016, en amical contre la Zambie (victoire 1-0).
Il participe avec le Togo à la Coupe d'Afrique des nations 2017 organisée au Gabon.